# Burgruine Stierberg
Die Burgruine Stierberg war eine hochmittelalterliche Adelsburg über dem Dorf Stierberg, einem westlichen Stadtteil von Betzenstein im oberfränkischen Landkreis Bayreuth in Bayern.
Die Oberburg der Ruine ist frei zugänglich, ein großer Teil der Unterburg ist in Privatbesitz der Familie Thilo Glas aus Erlangen und kann nicht betreten werden.

## Geographische Lage
Die Burgruine Stierberg liegt im Naturpark Fränkische Schweiz-Veldensteiner Forst auf dem Schlossberg (Ostkuppe 559 m, Nordostkuppe 596 m und Südwestkuppe 594 m ü. NN) beim Dorf Stierberg, das rund 2,3 km westsüdwestlich der Kirche in Betzenstein liegt. Die Ruine befindet sich südöstlich des Dorfs auf dem Bergsattel zwischen den beiden höchsten Schlossbergkuppen auf rund 580 m ü. NN.
Die Spornburg bestand aus einer Oberburg auf einem Felsriff des Bergsattels und einer Unterburg am Westfuß des Riffes.
Man erreicht die Ruine am besten vom Dorf aus auf ausgeschildertem Weg.
In der Nähe, in Richtung Osten, kann man die Burg Betzenstein sehen. Im Norden liegt der Burgstall Leupoldstein und die Burgruine Leienfels. Südlich von Stierberg standen die Burgen Wildenfels, Strahlenfels, Spies und Riegelstein.

## Geschichte der Burg
Das erste Mal tauchte der Name Stierberg 1187 mit der Nennung von „Otnand de Stierberc“, einem Bamberger Domkanoniker, auf. 1188 und 1216 erschien auch ein „Poppo von Stierberg“, wahrscheinlich ein Bruder Otnands. Dass die Bamberger Ministerialen die Burg erbauten, ist unwahrscheinlich. Das Geschlecht starb zwischen 1281 und 1285 aus, und die Burg fiel an das Bistum Bamberg.
1308 wurde die Burg in einem Testament des Edelfreien Gottfried von Schlüsselberg zum ersten Mal erwähnt. 1323/27 tauchte sie in einem bischöflichen Urbar als „castrum“ des Bistums Bamberg auf. Vorher war die Burg Stierberg aber schon an die mit den Schlüsselbergern verwandten Leuchtenberger übergegangen. Wahrscheinlich fiel die Burg durch Verpfändung an die Leuchtenberger und wurde durch das Bistum Bamberg nicht mehr ausgelöst.
Landgraf Ulrich von Leuchtenberg hatte sie 1316 dem Erzbischof Balduin von Trier zu Lehen aufgetragen, wohl um seinen Besitztitel gegenüber dem Bistum Bamberg zu sichern.
Im Jahr 1356 wurde die Burg an den böhmischen Kaiser Karl IV. verkauft. Die Leuchtenberger mussten im Jahr 1400 als Folge ihrer Fehde mit dem Bistum Bamberg ihr Lehen an den Nürnberger Patrizier Peter Haller verkaufen, 1407 war die Burg aber wieder in ihrer Hand. 1417 musste sie endgültig von den Leuchtenbergern an den Pfalzgrafen
Johann von Neumarkt-Neuenburg verkauft werden.
Im Landshuter Erbfolgekrieg wurde die Burg am 2. Juli 1504 von den Nürnbergern eingenommen, im Oktober 1504 eroberte sie der pfälzische Kriegshauptmann Ludwig von Eyb der Jüngere zu Hartenstein zurück. Dabei kam es zu Schäden an der Unterburg. Durch den siegreichen Ausgang des Erbfolgekrieges kam die Burg 1505 an die Nürnberger, die sie bis 1515 instand setzten und zum Sitz eines Pflegamtes machten.
Der Zweite Markgrafenkrieg brachte das Ende der Burg. 1553 wurde sie von Markgraf Albrecht Alcibiades beschossen, erobert und anschließend niedergebrannt. 1555 begannen zwar Arbeiten für einen Wiederaufbau, sie wurden aber kurz darauf wieder eingestellt. Der Pfleger sollte sich einen Sitz in Betzenstein suchen, damit war die Burg Stierberg überflüssig geworden.
Während des 16. Jahrhunderts kam es noch zu Reparaturen der Unterburg und es wurden ein Vogthaus, ein Getreidekasten und verschiedene Wirtschaftsgebäude gebaut. Wegen Baufälligkeit wurde 1778 das Vogthaus durch einen Neubau ersetzt, 1799 verschwand der Getreidekasten wieder.
1806 existierten noch ansehnliche Reste der Burg, im 19. und 20. Jahrhundert kam es zu großen Verlusten, wahrscheinlich wurde sie als Steinbruch benutzt.

## Beschreibung der Burgruine

Übersichtsplan der Burgruine Stierberg

Der Stierberger Schloßberg ist ein langes, bewaldetes Felsriff, das sich von Nordosten nach Südwesten zieht. Das Riff fällt an seinen Seiten größtenteils senkrecht ab. Vor dem südwestlichen Ende befindet sich eine Einsattelung, die einen Teil des Felsriffes vom Rest des Berges abtrennt (Bild 1). Dieses Riff wurde zum Bau der Oberburg benutzt. Es fällt an fast allen Seiten senkrecht bis zu ca. 20 Meter ab, nur die Zugangsseite im Nordosten steigt steil um ca. 18 Meter an. Ein weiterer Aufgang war vermutlich im Südosten, vom ummauerten Platz vor dem südlichen Ausgang der Burghöhle. Dort ging ein steiler, schluchtartiger Anstieg über Treppen nach oben.
Auf der Oberburg mit einer Fläche von ca. 60 × 30 Metern sind nur wenige Reste der Ringmauer und eines Turmes, vermutlich des Bergfrieds, erhalten. Die Mauerreste haben nur noch im Süden der Oberburg und an der Nordwestseite des Turmes ihre Quaderverblendung (Bild 2), die aber auch vom Verfall bedroht ist. Ein großer Mauerrest (Bild 3), vermutlich eines Gebäudes, steht noch an der Nordostseite der Oberburg, er ist ca. 11 Meter lang, 6 bis 8 Meter hoch und 1,3 Meter breit und hat an seiner Außenseite zwei Stützpfeiler und einen Kragstein.
Dieser Mauerrest gehörte wahrscheinlich zur großen Kemenate im Südostteil der Oberburg. Kunstmann vermutet neben der großen eine kleine Kemenate. Weitere Gebäude der Oberburg waren der schon erwähnte Turm (Bild 4) und eine Zisterne, von der aber nichts mehr zu sehen ist.
Der Aufgang befand sich im Nordosten des Felsriffes und ging von der tieferliegenden Einsattelung aus, vermutlich über Treppen, durch ein Torhaus oder einen Torturm, wie auf einem Stich von L. Schlemmer aus dem Jahr 1799 zu sehen ist.
Die Unterburg befand sich ca. 20 Meter unterhalb der Oberburg am nordwestlichen Fuß des Felsriffes und in der Einsattelung im Norden.
Von ihr ist nicht mehr viel zu sehen. Jetzt steht im Bereich der Unterburg das Vogteihaus von 1778 (Bild 5). Von dem ehemaligen Getreidekasten sind nur noch Geländespuren und ein Grundmauerrest zu sehen. Die Zufahrt vom Dorf Stierberg im Nordwesten bildete eine Torgasse im Bereich der Unterburg. Früher stand auch ein Torhaus oder Torturm am Eingang zur Unterburg.
Im Süden der Unterburg ist noch eine zweite Zisterne zu sehen (Bild 6).
Am nördlichen Ende der Unterburg steht ein weithin sichtbarer Rundturm auf einem Felsturm (Bild 7). Der Turm besteht aus Bruchsteinmauerwerk und hat einen Durchmesser von 5,5, eine Mauerstärke von 1,3 und eine Höhe von sechs Metern. Sein stichbogiger Eingang in Richtung Unterburg war nur mit einer Leiter zugänglich. Der Turm war mit Ziegeln gedeckt, wie Ziegelreste unterhalb des Turmes zeigen. Er diente zur Verteidigung der Burg gegen Angriffe von Norden und war in die Ummauerung der Unterburg einbezogen.
Eine Besonderheit ist die Burghöhle. Die natürliche Höhle wurde künstlich ausgeweitet und diente wahrscheinlich unter anderem als Keller der Burg (Bild 8). Sie zieht sich durch das Felsriff der Oberburg und hatte drei Zugänge, einen nördlichen (Bild 9) im Bereich der Unterburg, einen im Süden des Felsriffes (Bild 10) und einen im Westen des Felsriffes. Die Öffnung im Westen wurde bis auf eine Scharte vermauert, ist aber jetzt ganz zugesetzt.
Vor dem südlichen Ausgang, der bis auf eine kleine quadratische Öffnung vermauert ist, baute man in einem Abstand von ca. 2 bis 4 Metern eine schildmauerartige Befestigung (Bild 11 und 12). Ob sie eine Öffnung nach außen hatte, ist unklar. Sie bildet einen kleinen, von der Mauer und dem Felsriff gebildeten Vorplatz, von dem der oben erwähnte schluchtartige zweite Aufgang nach oben zur Oberburg führte. Der Aufgang führte zwischen dem Felsriff und einem vorgelagerten Felsturm auf dem Hang eines kurzen Sattels, der Felsriff und Felsturm verband, auf steilen Treppen nach oben. Der Zweck dieser Anlage ist unklar. Vielleicht diente sie dazu, einen in die Unterburg eingedrungenen Feind in den Rücken zu fallen, oder Vorräte vom Höhlenkeller in die Oberburg zu bringen, vielleicht auch per Aufzug. Auf dem Felsturm stand wahrscheinlich ebenfalls ein Turm.

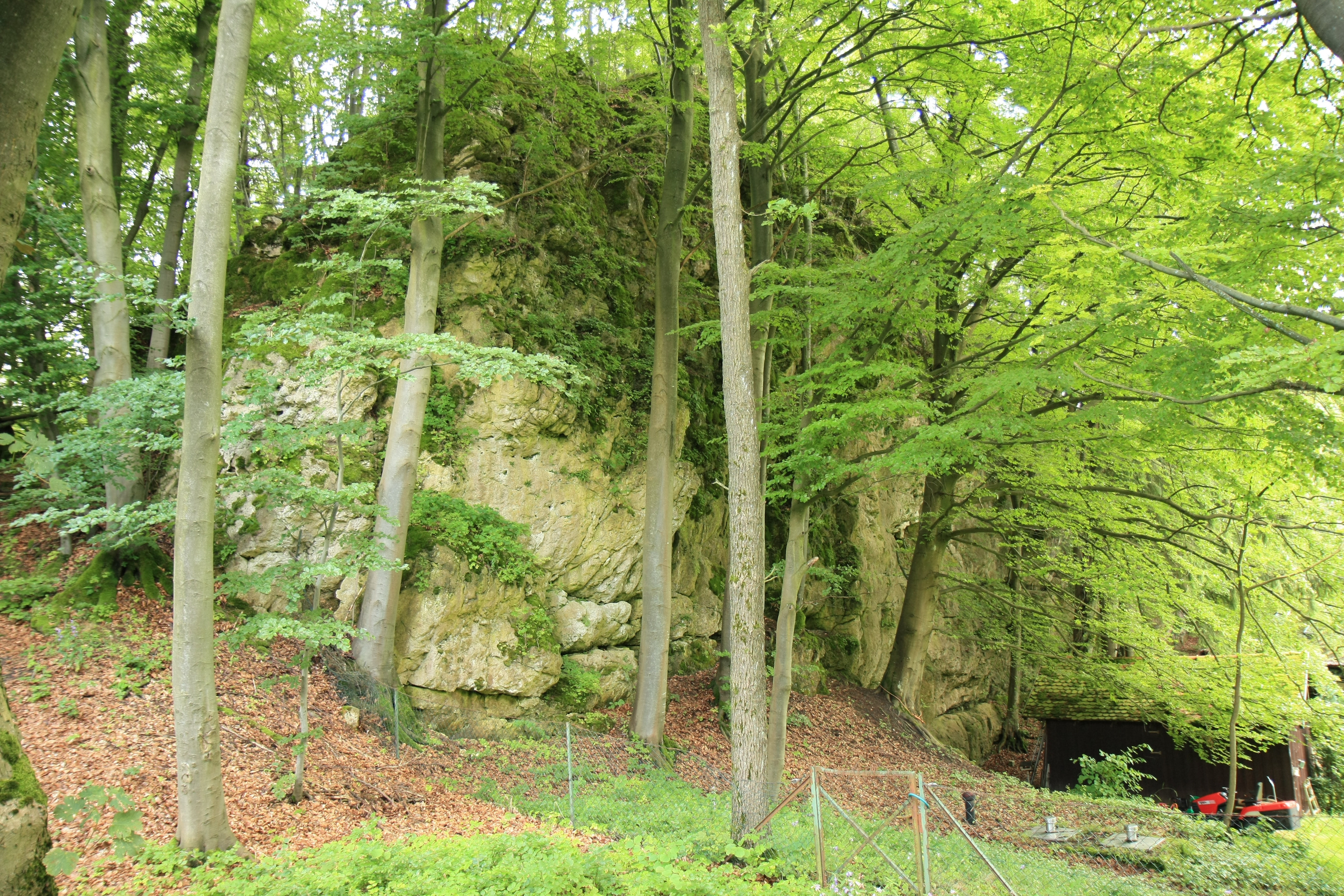
Bild 1: Das Felsriff, auf dem die Oberburg der Ruine Stierberg lag, aus nördlicher Richtung
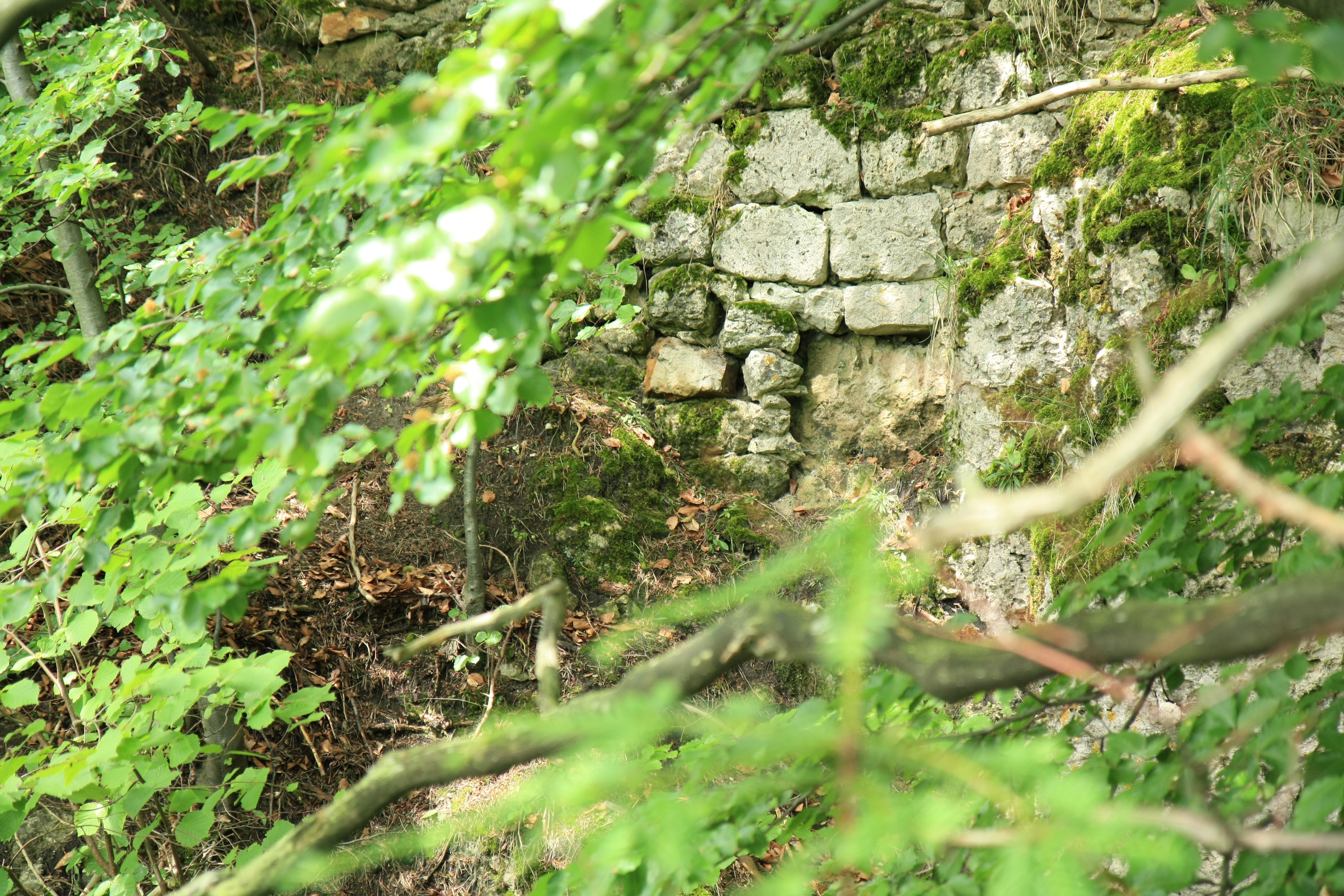
Bild 2: Mauerreste in der südlichen Oberburg mit noch erhaltener Quaderverblendung
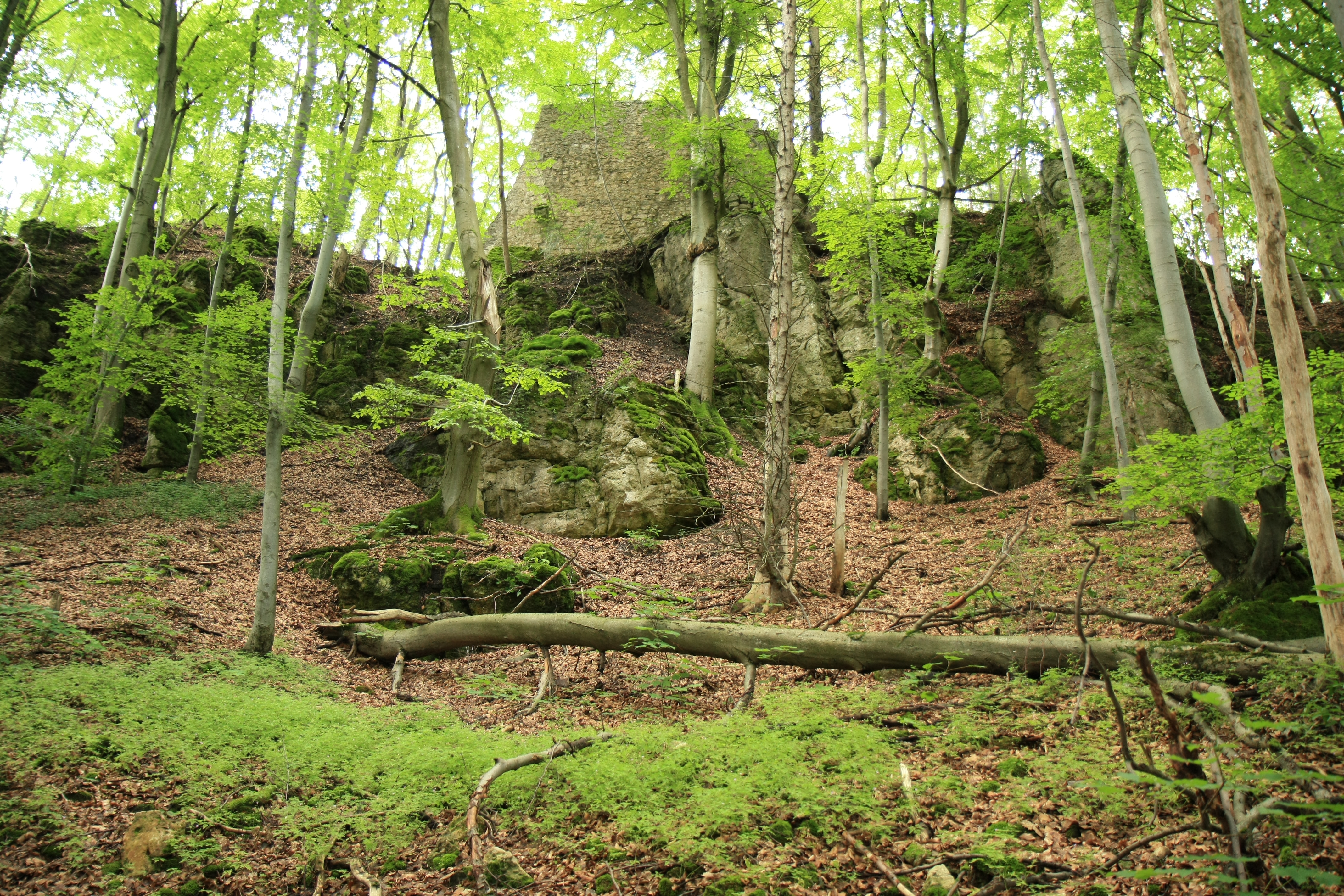
Bild 3: Der nordöstliche Mauerrest der Oberburg Stierberg von unten gesehen
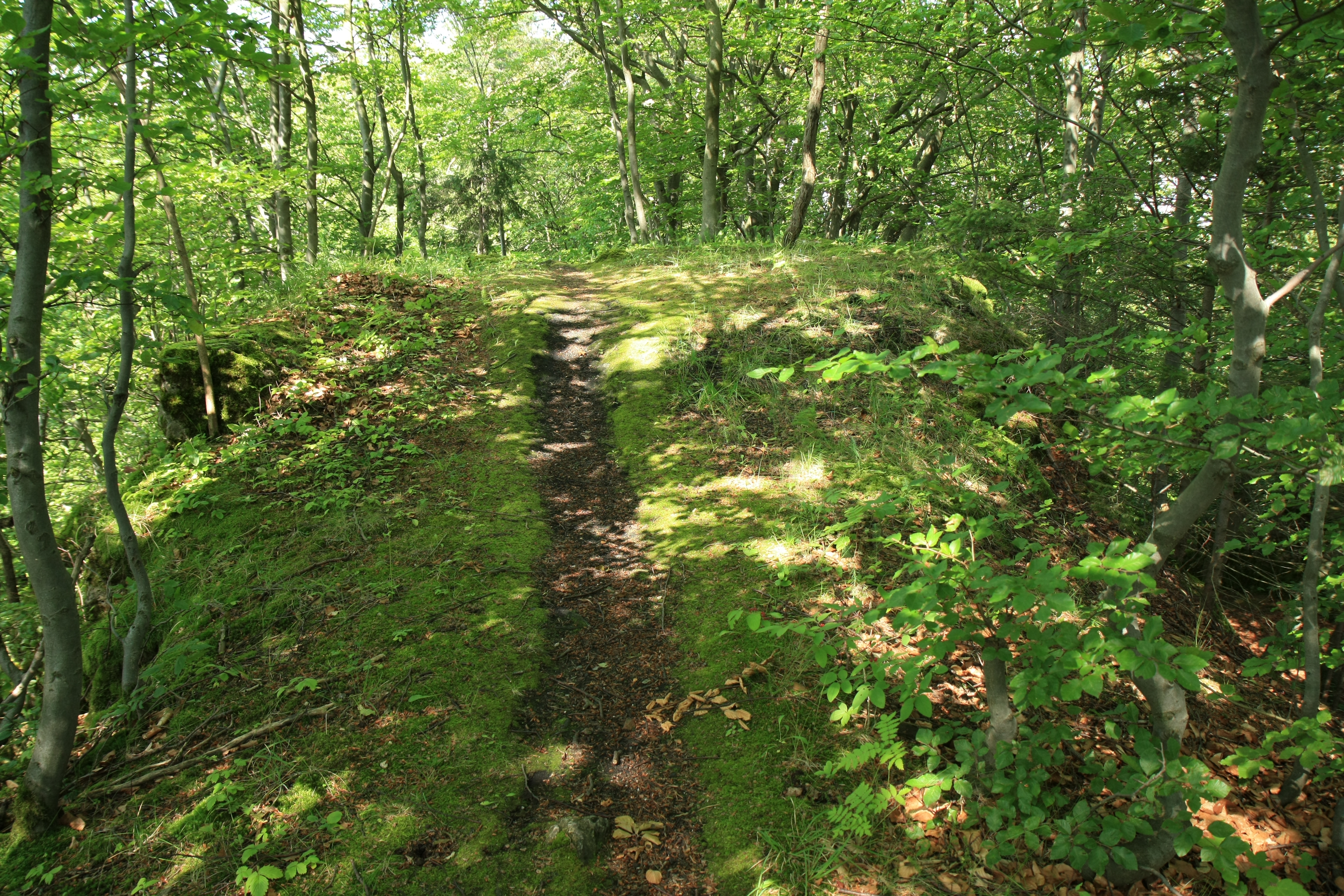
Bild 4: Die Stelle des Turmes auf der Oberburg
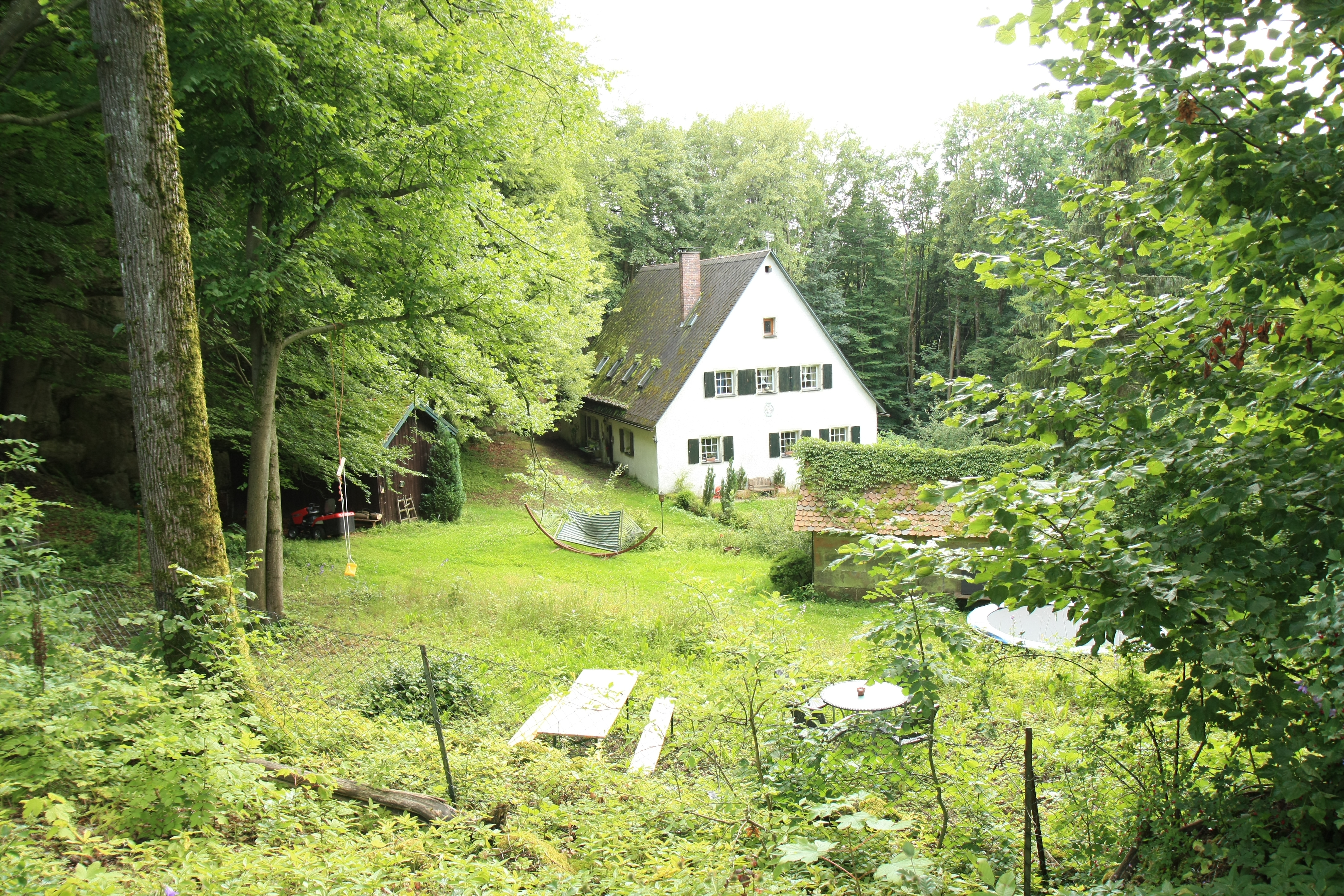
Bild 5: Das Vogteihaus in der Unterburg
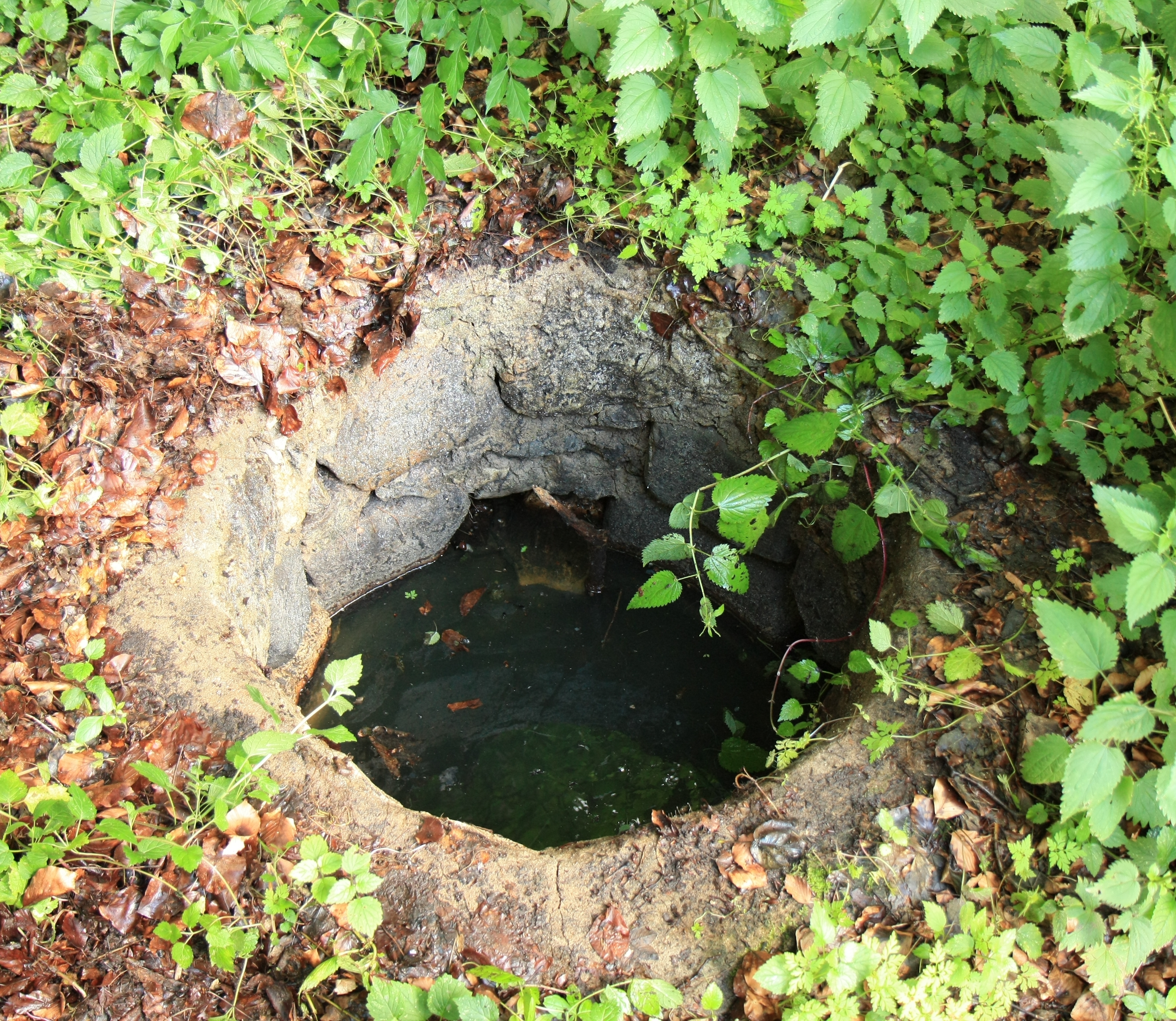
Bild 6: Die Zisterne der Unterburg
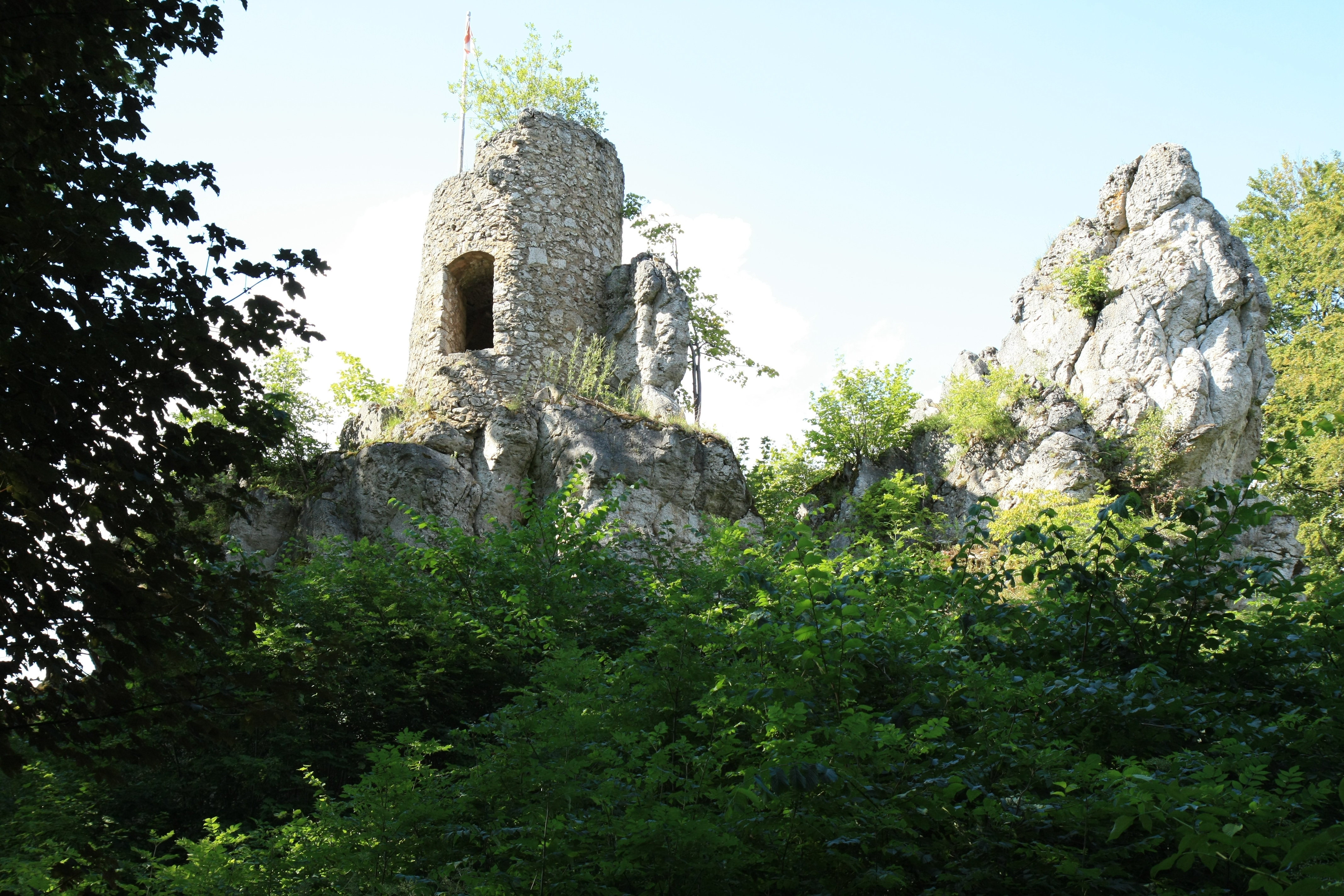
Bild 7: Der Turm der Unterburg aus südlicher Richtung
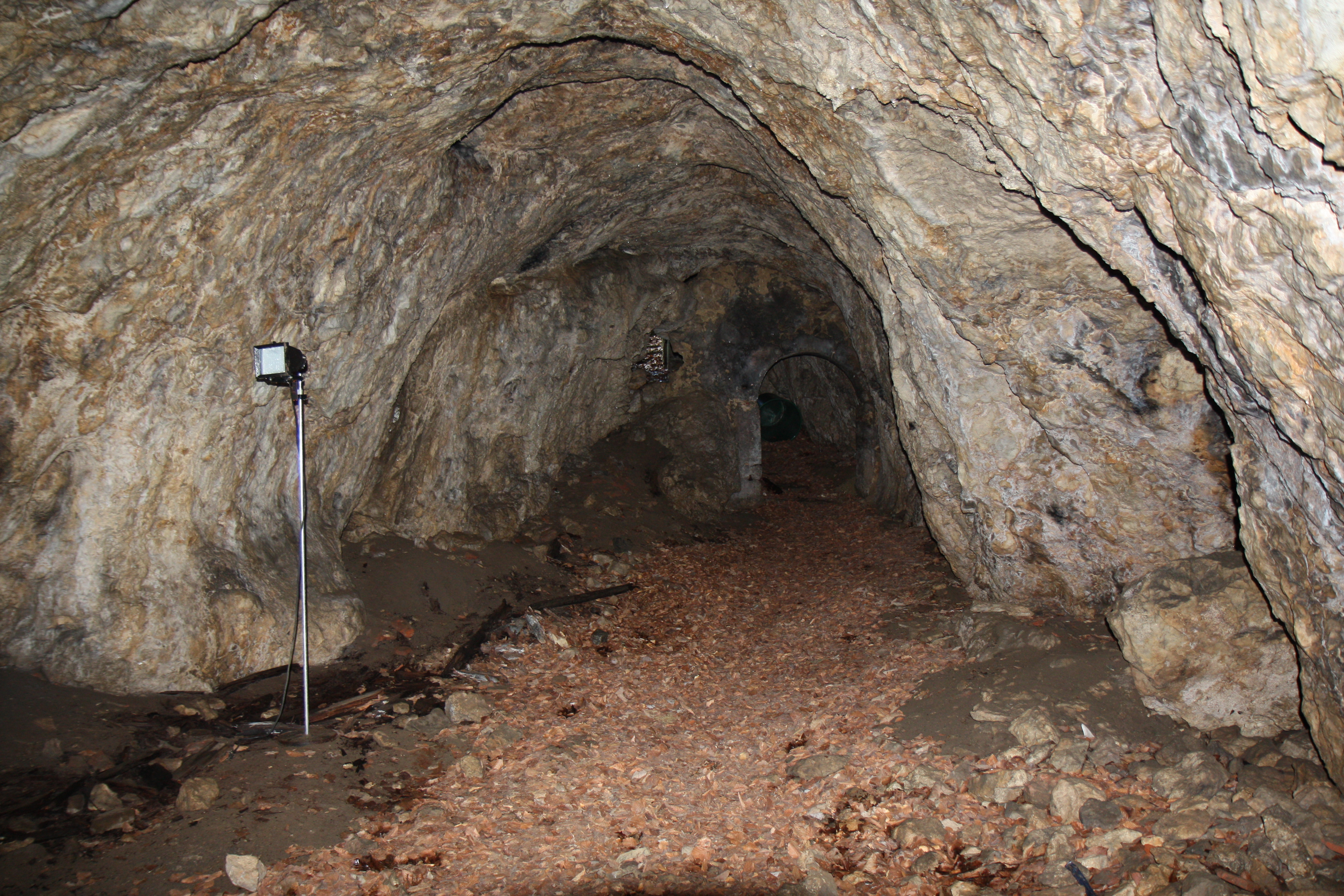
Bild 8: In der Burghöhle
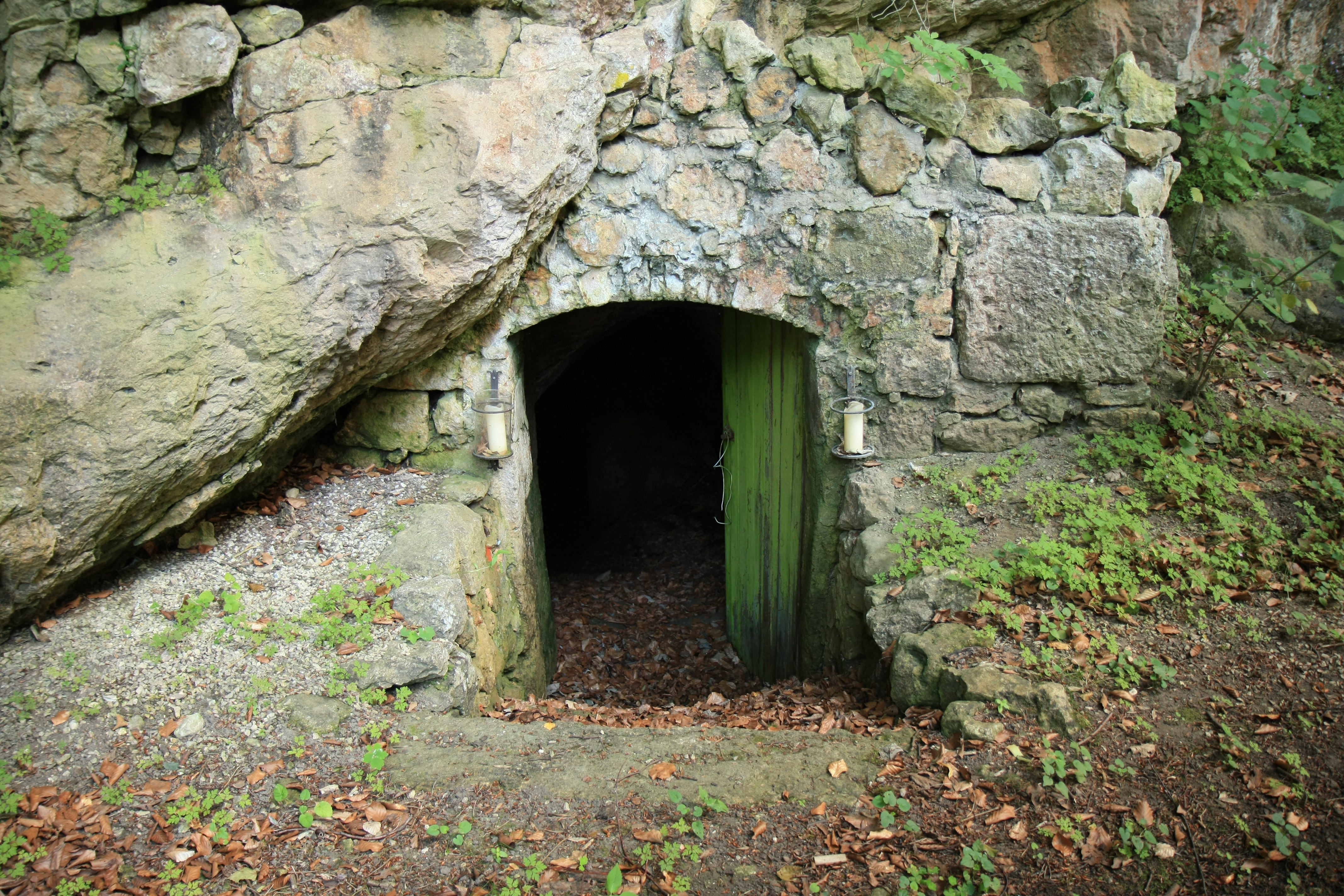
Bild 9: Der nördliche Eingang zur Burghöhle in der Unterburg
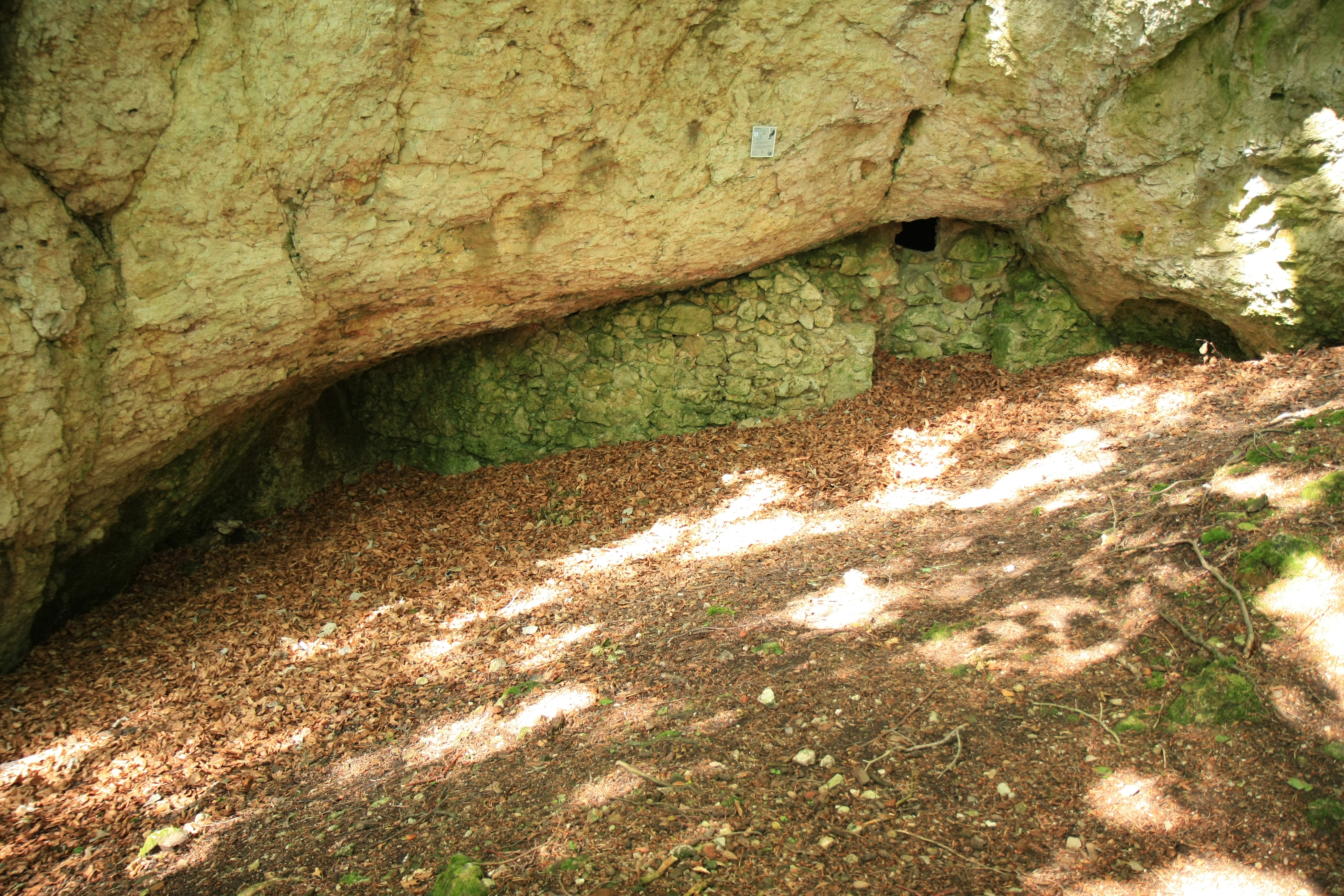
Bild 10: Der jetzt vermauerte Ausgang der Burghöhle
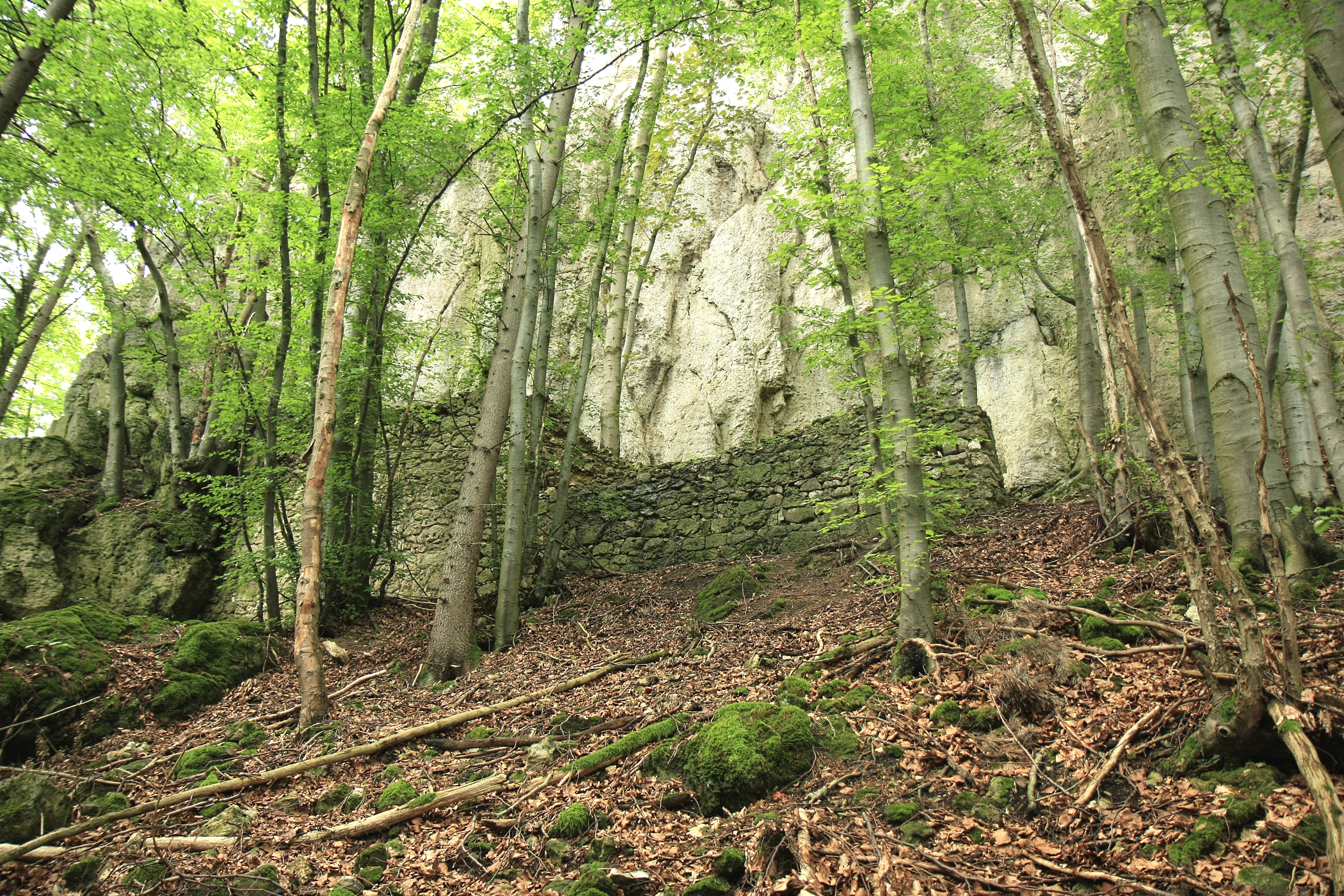
Bild 11: Die Mauer vor dem Ausgang der Burghöhle
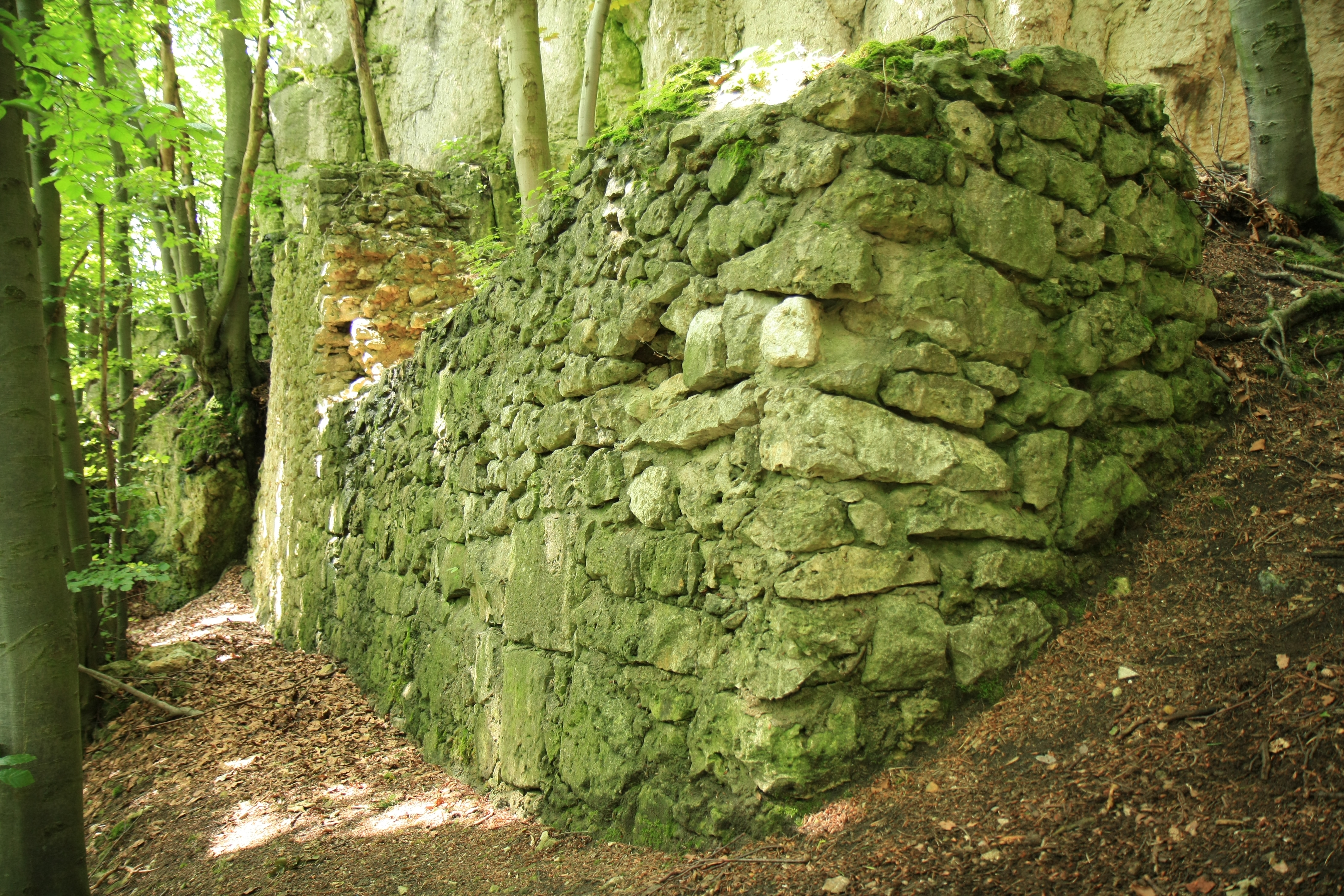
Bild 12: Die Mauer vor dem südlichen Höhlenausgang